# Класически либерализъм
Класически либерализъм е политическа идеология, развита през 19 век в Англия, Западна Европа и Америка. Посветена е на идеала за ограничено управление и индивидуална свобода, включително свобода на религията, речта, пресата, събранията и пазара. Има възраждане на интереса към класическия либерализъм през 20 век, водено от Лудвиг фон Мизес и Фридрих Хайек, и други икономисти.